# Чемпіон Джек Дюпрі
Чемпіон Джек Дюпрі́́ (англ. Champion Jack Dupree), справжнє ім'я Ві́льям То́мас Дюпрі́ (англ. William Thomas Dupree; 4 липня 1910, Новий Орлеан — 21 січня 1992, Ганновер) — американський блюзовий піаніст і співак.

## Біографія
Вільям Томас Дюпрі народився 4 липня 1910 в Новому Орлеані, штат Луїзіана. Його батько був французом, а мати походила з індіанського племені черокі. Коли він був дитиною, батьки загинули у пожежі, яку, ймовірно, влаштовували члени організації Ку-клукс-клан. Хлопчика відправили у притулок для сиріт. Відвідував виправний табір-інтернат «Вейф'с Гоум» для кольорових підлітків (Луї Армстронг також відвідував цей заклад). У віці 14 років з інтернату Джека забрала Олівія Гордон, у якої вже було сім власних дітей. Джек виступав на вулицях Нового Орлеана і жебракував, поки не отримав роботу тапера, танцюриста і конферансьє в знаменитих закладах Французького кварталу. Він познайомився з Віллі Голлом (на прізвисько Драйв-ем-Даун), який грав на піаніно у різних клубах в стилі баррелхаус. Саме він почав давати Джеку уроки грі на піаніно. Коли Голл помер у 1930 році, Дюпрі вперше почав професійно займатися музикою і грати у клубах. Того ж року одружився з першою дружиною Рут (розлучились у 1944).

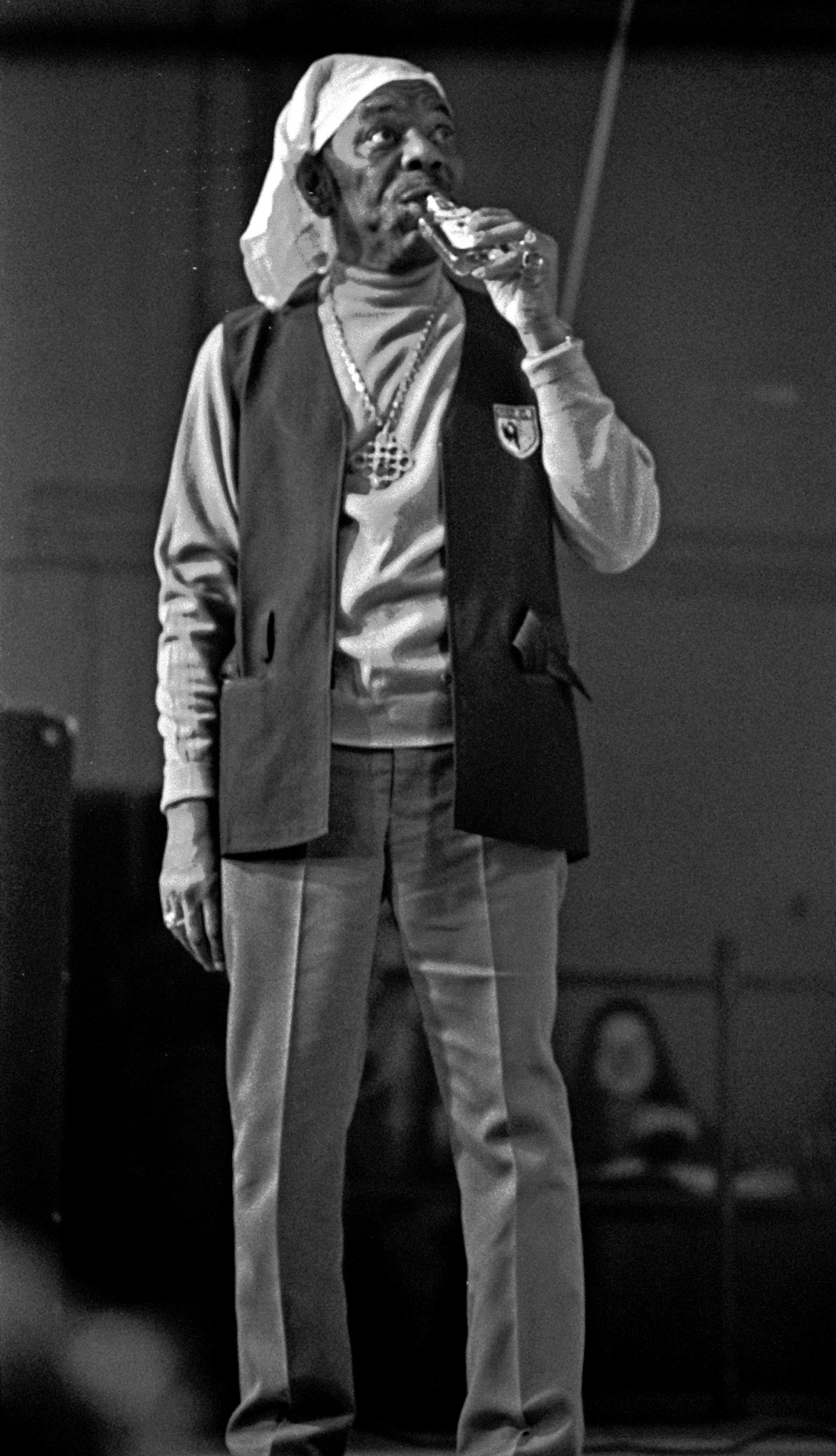
Чемпіон Джек Дюпрі в Гамбурзі, 1973

У роки Великої депресії у США музикантам платили дуже мало (Джек заробляв 1,5 дол. на годину), тому він залишив музику. Дюпрі вирішив зайнятися боксом і вирушив на північ країни. В Детройті він познайомився з легендарним боксером Джо Луїсом, чемпіоном світу з боксу протягом 12 років. Дюпрі захопився боксом, а Джо Луїс усіляко допомагав молодому боксеру у його захопленні. Як професіональний боксер провів 107 поєдинків і став чемпіоном штату Індіана у легкій вазі, звідки походить його прізвисько — «чемпіон». Свій останній бій провів у 1940 році в Індіанаполісі.
Оселився в Індіанаполісі і прожив там декілька років. Він одружився і працював піаністом у місцевих клубах. У цей час він зробив найперші записи в 1940 і 1941 роках для лейблу OKeh (близько 20 композицій, серед яких версія «Junker Blues»). Серед інших успішних записів Okeh — «Chain Gang Blues», «Cabbage Green» і «Bad Health Blues». Співпраця з лейблом Okeh тривала до 1944 року.
У роки Другої світової війни був призваний до Військово-морських сил США. Потрапив у полон і два роки провів у японському концтаборі. По закінченню війни його дружина померла і він оселився в Нью-Йорку, але виступав і записував платівки у різних містах країни. Наприкінці 1940-х років виступав і записувався з Сонні Террі і Брауні Макгі. 1948 року одружився з Люсіль Далтон (розлучились у 1959). 1951 року підписав контракт з King Records і працював з лейблом до 1955 року. Часом змушений був підробляти як кухар, попри те, що більшість його платівок були популярними. Його пісня «Walking the Blues» в 1955 році посіла 6-е місце в ритм-енд-блюзовому чарті журналу Billboard. Наприкінці 1950-х років записав декілька альбомів для Atlantic Records.
У 1959 році став одним з найперших блюзових музикантів, що в післявоєнний період гастролювали в Європі. Відсутність расистського відношення у публіки і шахрайства з боку продюсерів виявилися настільки великим контрастом у порівнянні з ситуацією на батьківщині, що музикат вирішив емігрувати до Швейцарії. Альбом Blues from the Gutter (1958) для Atlantic став останнім записаним ним в США перед від'їздом.
Спочатку поїхав у Цюрих, потім перебрався на північ Англії, де оселився із третьою дружиною в Галіфаксі. 1960 року Дюпрі одружився з 18-річною офіціанткою Ширлі Гаррісон, яка працювала в лондонському клубі, де він виступав (розлучились у 1975 році; діти: Вільям Джек, Келвін, Енн Люсіль, Джулі Енн, Роуз Мері, Джорджана, Джекі). Активно гастролював Європою, записував велику кількість альбомів для невеликих лейблів, створених європейськими ентузіастами блюзу. Співпрацював як з англійським джазовим оркестром традиційного напрямку під керівництвом Кріса Барбера, так і з представниками революційного на той час напрямку блюз-року — гуртом Джона Мейолла The Bluesbreakers (у лютому 1966 року Мейолл і Ерік Клептон взяли участь у записі альбому Дюпрі From New Orleans to Chicago).
17 червня 1971 року виступив разом з саксофоністом Кінгом Кертісом на джазовому фестивалі у Монтре (запис концерту вийшов у 1973 році в альбомі Blues at Montreux на Atlantic). Останніми роками життя займався живописом (одне з його полотен було продано за $7 000). 1990 року знову відвідав рідне місто, аби взяти участь у Новоорлеанському фестивалі джазової і традиційної музики. У 1990—1991 роках записав три альбоми для Bullseye Blues: Back Home in New Orleans, Forever and Ever і One Last Time.
Помер 21 січня 1992 року від раку у 81-річному віці в Ганновері (Німеччина).

## Визнання
У 1973 році концертний альбом Blues at Montreux був номінований на премію «Греммі» в категорії «Найкращий запис етнічного або традиційного фолку». Вона стала єдиною номінацією на премію «Греммі» в кар'єрі музиканта.
1991 року на 12-й церемонії нагородження Annual Blues Awards був номінований в трьох категоріях «Блюзовий інтструменталіст — фортепіано/клавішні», «Виконавець року ім. Б. Б. Кінга» та «Найкращий виконавець традиційного блюзу», де переміг в останній. 1993 року посмертно включений до Зали слави блюзу (в категорії «Виконавці»).

## Дискографія
| - Blues from the Gutter (Atlantic, 1959) - Natural and Soulful Blues (Atlantic, 1961) - Champion of the Blues (Atlantic, 1961) - The Women Blues of Champion Jack Dupree (Folkways, 1961) - Champion Jack Dupree Sings the Blues (King, 1961) - Trouble, Trouble (Storyville, 1962) - Cabbage Greens (Okeh, 1963) - Champion Jack Dupree (Storyville, 1965) - The Blues Of Champion Jack Dupree (Storyville, 1966) - From New Orleans to Chicago (Decca, 1966) - Champion Jack Dupree and His Blues Band (Decca, 1967) з Мікі Бейкером - When You Feel the Feeling You Was Feeling (Blue Horizon, 1968) - Anthologie du Blues Vol. 1 (Vogue, 1968) - Scooby Dooby Doo (також Blues Masters, Vol. 10) (Blue Horizon, 1969) - The Heart of the Blues Is Sound (BYG, 1969) - Incredible (Sonet, 1970) | - Champion Jack Dupree (Storyville, 1970) - Champion Jack Dupree (Festival, 1971) - I'm Happy to Be Free (Vogue, 1972) - Legacy Of The Blues Vol. 3 (Sonet, 1972) - Blues at Montreux (Atlantic, 1972) з Кінгом Кертісом - Champion Jack Dupree (Storyville, 1974) - The Hamburg Session (Happy Bird, 1974) - Barrelhouse Blues New Orleans USA (Friendship, 1974) - Oh Lord, What Have I Done? (Chrischaa, 1976) - Shakespeare Says (Saravah, 1976) - Freedom (Pinorrekk, 1980) - Real Combination (з Генрі) (Dig It, 1980) - Back Home in New Orleans (Bullseye Blues, 1990) - Forever and Ever (Bullseye Blues, 1991) - One Last Time (Bullseye Blues, 1993) |